# Iglesia de Cristo (Bangkok)
La Iglesia de Cristo es una sede parroquial de la Iglesia Anglicana en Tailandia dentro de la Diócesis de Singapur. Tiene tanto congregaciones en idioma inglés como en tailandés. Hay alrededor de 400 miembros de la iglesia que representan diferentes nacionalidades y orígenes confesionales. La liturgia es Anglicana-Episcopal.
El edificio es de estilo gótico lo suficientemente grande como para acomodar hasta 450 personas.
El cristianismo fue llevado a lo que hoy es Tailandia ya en el siglo XVI. La fe protestante llegó con los comerciantes británicos y los misioneros norteamericanos que llegaron a Bangkok en los primeros años del siglo XIX, pero avanzó poco hasta que el país se abrió a Occidente durante el reinado del rey Mongkut Rama IV (1851-1868).